# Bunocephalus aleuropsis
Bunocephalus aleuropsis är en fiskart som beskrevs av Cope, 1870. Bunocephalus aleuropsis ingår i släktet Bunocephalus och familjen Aspredinidae. Inga underarter finns listade.